# المخبظ (بني مطر)

تعديل مصدري - تعديل

المخبظ هي إحدى قرى عزلة البروية بمديرية بني مطر التابعة لمحافظة صنعاء، بلغ تعداد سكانها 238 نسمة حسب تعداد اليمن لعام 2004.